# John Michael Hayes
John Michael Hayes est un scénariste et producteur américain né le 11 mai 1919 à Worcester, Massachusetts, et mort le 19 novembre 2008 à Hanover, New Hampshire (États-Unis).

## Filmographie

### comme scénariste
- 1952 : Les Conducteurs du diable (Red Ball Express)
- 1953 : Le Port des passions (Thunder Bay)
- 1953 : La Madone gitane (Torch Song)
- 1953 : À l'assaut du Fort Clark (War Arrow)
- 1954 : Fenêtre sur cour (Rear Window)
- 1955 : La Main au collet (To Catch a Thief)
- 1955 : Mais qui a tué Harry? (The Trouble with Harry)
- 1955 : It's a Dog's Life
- 1956 : L'Homme qui en savait trop (The Man Who Knew Too Much)
- 1957 : Les Plaisirs de l'enfer (Peyton Place)
- 1958 : La Meneuse de jeu (The Matchmaker)
- 1958 : Tables séparées (Separate Tables)
- 1959 : La Vie à belles dents (But Not for Me)
- 1960 : Les Pièges de Broadway (The Rat Race)
- 1960 : La Vénus au vison (BUtterfield 8)
- 1961 : La Rumeur (The Children's Hour)
- 1964 : Les Ambitieux (The Carpetbaggers)
- 1964 : Mystère sur la falaise (The Chalk Garden)
- 1964 : Rivalités (Where Love Has Gone)
- 1965 : Harlow, la blonde platine (Harlow)
- 1966 : Judith
- 1966 : Nevada Smith
- 1973 : Justice sauvage (Walking Tall)
- 1974 : Winter Kill (en) (TV)
- 1975 : Nevada Smith (TV)
- 1994 : Iron Will

### comme producteur
- 1975 : Nevada Smith (TV)

## Récompenses et nominations

### Récompenses
- Prix Edgar-Allan-Poe du meilleur scénario en 1955 pour Fenêtre sur cour